# Johann Friedrich Warnick

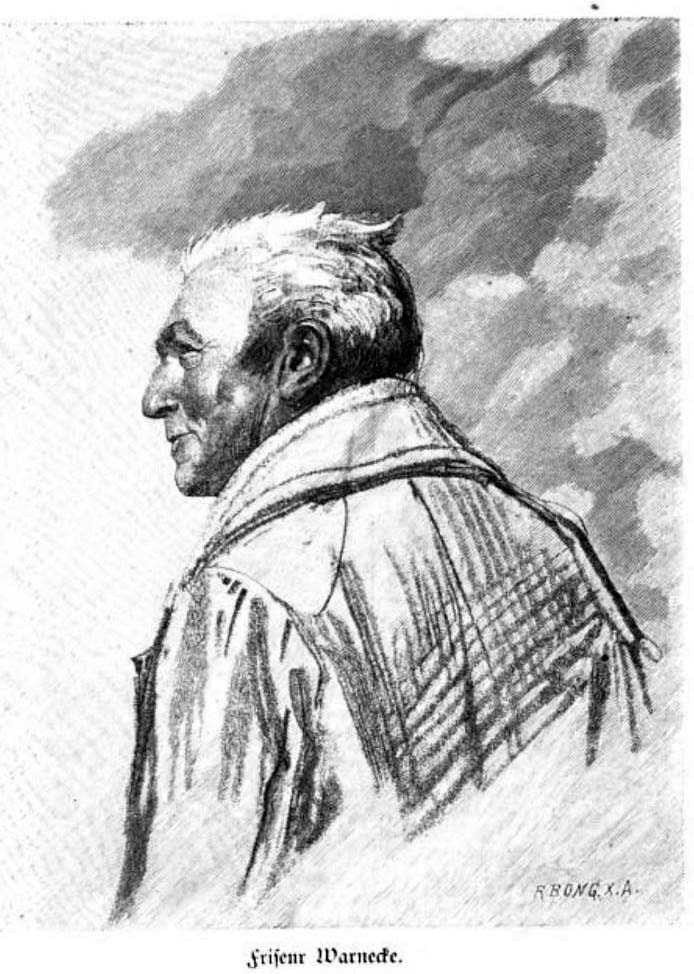
Franz Krüger: Johann Friedrich Warnick, Kohlezeichnung für Parade Unter den Linden (1839, lithographiert 1888)

Johann Friedrich Warnick (* 27. August 1768 in Berlin; † 9. Oktober 1851 ebendort), irrig mitunter Warnicke, Warnecke oder Warnke genannt, war ein deutscher Theater- und Hoffriseur sowie ein Berliner Original.

## Leben
Johann Friedrich Warnick kam in ärmlichen Verhältnissen als Sohn des Schuhmachers Johann Warnick und der Marie Louise, geb. Gaing zur Welt. Er hatte eine ältere Schwester Marie Susanne (* 1764). Mit sieben Jahren musste der Junge, Hänschen genannt, bei einem Seidenwirker arbeiten und mit dem Wochenlohn von einem halben Taler zum Unterhalt der Familie beitragen. Hänschen weigerte sich jedoch, das väterliche Handwerk zu erlernen.
1781 kam er bei einem Perückenmacher namens Gilmuth in die Lehre, der ihn regelmäßig verprügelte. Dies fiel auf, weil die Kleider des Lehrjungen durch die Misshandlungen beschädigt wurden. Als ihm sogar die Gesellen des Meisters rieten, fortzulaufen, nahmen die Eltern ihn wieder bei sich auf. Eine Geburtsurkunde, von der er später behauptete, sie verloren zu haben, erhielt Warnick am 2. Oktober 1782 von einem General Friedrichs des Großen, dem damaligen Gouverneur von Berlin Friedrich Ehrenreich von Ramin.
Warnick schloss Bekanntschaft mit dem Friseur Rik am Döbbelinschen Theater und half bei der Uraufführung des Singspiels Die schöne Arsene von Pierre-Alexandre Monsigny. Von den Hauptdarstellern Demoiselle Nicolas (Arsène) und Karl Daniel Langerhans (der den Kohlenbrenner gab), bei deren Frisuren er assistierte, erhielt er ein Zweigroschenstück.
Vom 1. Juli 1783 bis zum 1. Juli 1787 trat Warnick in ein neues Ausbildungsverhältnis bei einem Friseur Brause, konnte jedoch an den Abenden im Theater aushelfen und wurde von Karl Theophil Döbbelin zu dessen Leibfriseur ernannt. Bei Gründung des königlichen Nationaltheaters in Berlin wurde Warnick Geselle des Theaterfriseurs Dälike, arbeitete aber zugleich für den Ballettfriseur Knust.
Warnick ehelichte am 1. November 1790 Dorothea Friederike, geb. Barteln († 1842). Aus der Ehe gingen vier Kinder hervor. Der 1792 geborene Sohn August Friedrich Wilhelm Warnick fiel als freiwilliger Jäger in den Befreiungskriegen vermutlich 1813. Drei weitere Kinder überlebten das Ehepaar. Die ältere Tochter Christine Wilhelmina Friederike (* 1790) wurde Schauspielerin in Oldenburg und heiratete im Oktober 1806 den Sänger, Schauspieler und Theaterdirektor in Bremen und Oldenburg, Johann Christian Gerber (1785–1850). Ein schriftstellernder Sohn dieses Ehepaars, Eduard Gerber, der auch die bekannten Nachrufe auf seinen Großvater verfasst hat, wurde später Hofschauspieler in Berlin. Eine weitere Tochter von Johann Friedrich und Dorothea Friederike Warnick, Maria Louise Dorothea, kam 1793 zur Welt. Das jüngste Kind, Karl Friedrich Gustav Warnick (* 10. April 1800; † 18. Dezember 1868) wurde Kaufmann; sein Materialwarenhandel war im Haus des Vaters untergebracht. Gustav Warnick heiratete Luise Caroline, geb. Kühne (* 19. November 1801; † 4. April 1889) und hatte zahlreiche Nachkommenschaft.

Der Friseur Warnick als Porzellanfigur (1846), nachgeformt um 1918

## Friseur im Königlichen Theater
Das erste Direktorium des Königlichen Nationaltheaters stellten 1787 neben dem Geheimen Oberfinanzrat Beyer die Schriftsteller Johann Jakob Engel und Karl Wilhelm Ramler. Als er einmal Engel frisierte, trug Warnick den Wunsch vor, selbst Komödie spielen zu dürfen, und erhielt zur Antwort: „Lieber Warnick, will er guten Rath annehmen, so hänge er sich heute auf, und werde morgen Schauspieler.“ Engel war es auch, der das Gesellenverhältnis zu Dälike aufhob, Warnick ohne Wanderschaft als zweiten Theaterfriseur einstellte und ihm zugleich das Meisterrecht verschaffte, damit er sein Gewerbe auch in der Stadt Berlin ausüben konnte. Ein durch August von Kotzebue vermitteltes Angebot, nach Sankt Petersburg an die dortige Hofbühne zu gehen, lehnte Warnick ab.
Unter der Intendanz Ifflands wurden die italienische Oper aufgelöst, das Ballett und die Kapelle unter dem Namen Königliche Schauspiele mit dem Nationaltheater vereinigt. Nachdem Dälke pensioniert und Knust entlassen waren, übertrug Iffland, den Warnick täglich frisierte, diesem sämtliche Aufgaben eines Friseurs und Perückenmachers am Theater. Hierfür musste Warnick mehrere Hilfsfriseure einstellen. In gleicher Funktion diente Warnick auch unter den Generalintendanten Brühl und Redern an den Hoftheatern in Potsdam und Charlottenburg, wobei er die Wege zur jeweiligen Arbeitsstätte stets zu Fuß zurücklegte. Die Pünktlichkeit, mit der er dies absolvierte, die gleichbleibend hellen Anzüge, das weiße Halstuch und das mitgeführte Handwerkszeug machten ihn zu einem Original, nach dessen regelmäßiger Tageseinteilung angeblich die Uhr gestellt werden konnte.
Aus einer Aufstellung im Nachlass des Sekretärs der Intendantur, Johann Valentin Teichmann, geht hervor, wie viel der Theaterfriseur verdiente. 1796 war es mit 104 Talern die Hälfte des Jahreseinkommens, das Dälike 1790 erzielte (208 Taler). 1797 erhielt Warnick 156 Taler, 1802 bereits 208 Taler (Dälike 260) und 1820 bekam der inzwischen allein verantwortliche Friseur Warnick 300 Taler. Allerdings findet sich der Zusatz „und während dieser Zeit öfters Gratifikationen bis zu 50 Thlr.“; Warnick konnte sein Einkommen also aufbessern, sofern die als Kunden mitunter anspruchsvollen und wählerischen Darsteller mit seiner Leistung zufrieden waren. Der Schauspieler Wilhelm Stich urteilte: „So einen Friseur, wie Warnick, kriegt unser Theater nie wieder!“

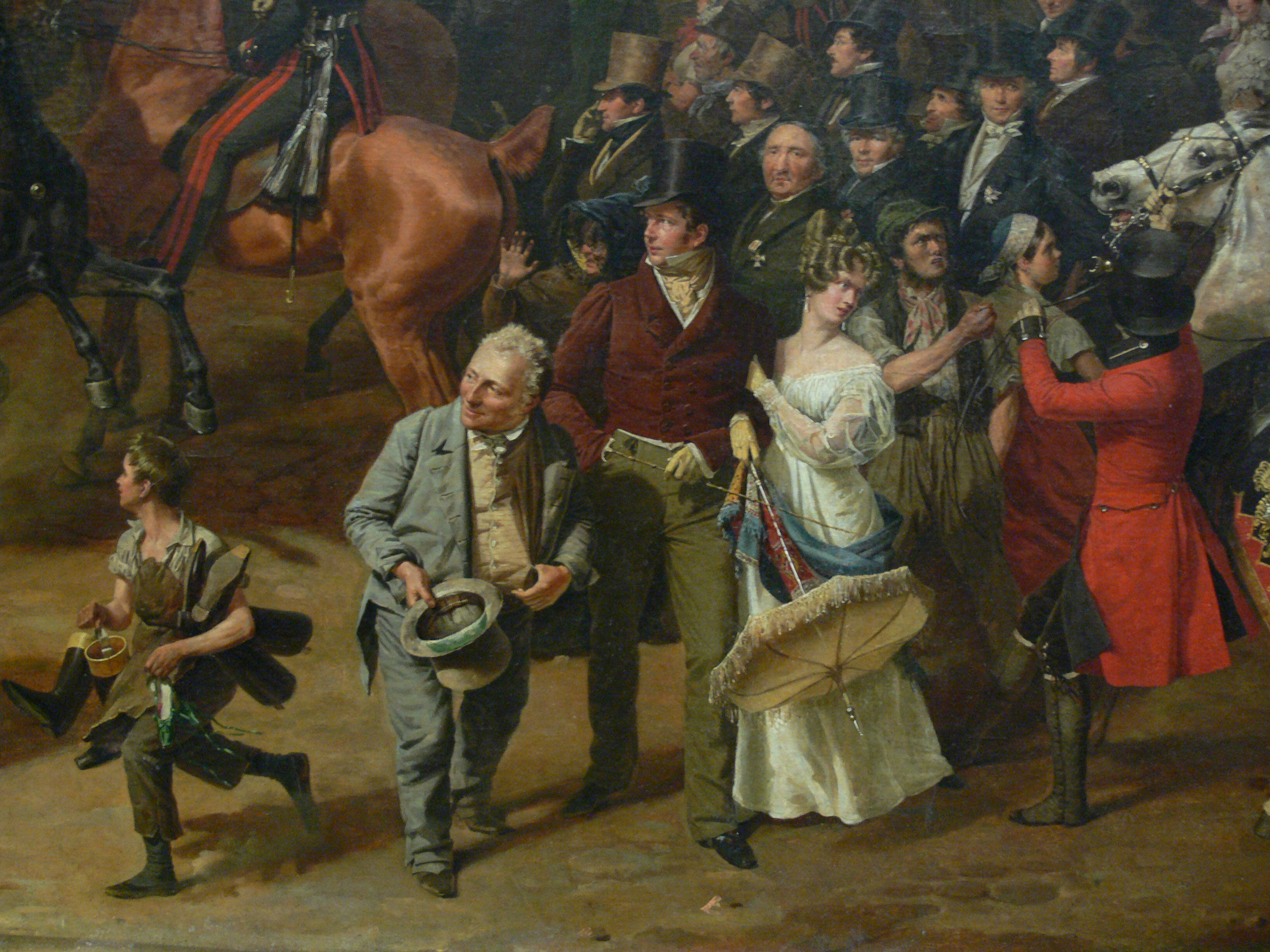
Franz Krüger, Detailansicht der Opernplatz-Parade, vorne links Johann Friedrich Warnick im hellen Anzug

Unter dem Grafen Redern beging Warnick am 7. Oktober 1832 sein fünfzigjähriges Dienstjubiläum und erhielt vom damaligen Kronprinzen Friedrich Wilhelm und seinen Brüdern, den Prinzen Wilhelm, Karl und Albrecht sowie von Herzog Karl von Mecklenburg silberne, zu Locken und Haarflechten gedrehte und mit Insignien der Friseurkunst (Kamm, Brennschere, Puderquast, Perücken) dekorierte Leuchter zum Geschenk. Die Schwestern der preußischen Prinzen, die damalige Erbgroßherzogin von Mecklenburg und die jüngste, Luise, Prinzessin der Niederlande verehrten ihm Zuckerdose und Früchtekorb aus schwerem Silber.
Der König Friedrich Wilhelm III. ernannte ihn bei dieser Gelegenheit zum Hoffriseur, womit Warnick fortan im Berliner Allgemeinen Wohnungsanzeiger firmierte. Das königliche Patent wurde ihm morgens um 10 Uhr im Schauspielhaus durch Redern zusammen mit einer Denkmünze übergeben, auf der das Motto stand:
„Dem, der fromm und still und redlich dient

Lohn und Dank im Kranz der Treue grünt.“
Für das Schauspielerensemble überreichten Luise Schröck, geb. Mühl (1777–1846) und Friedrich Jonas Beschort dem Jubilar „als Zeichen des Antheils und der Achtung“ einen silbernen Pokal.

## Warnick in Kunst und Literatur
Zur Zeit des Warnickschen Dienstjubiläums hielt sich der Maler Franz Krüger in Sankt Petersburg auf, um sein zwischen 1824 und 1830 fertiggestelltes Auftragswerk Parade auf dem Opernplatz in Berlin dem russischen Kaiser Nikolaus I. und der aus dem preußischen Königshaus stammenden Kaiserin Alexandra Fjodorowna zu überreichen. Dass Warnick an zentraler Stelle rechts vorn im Bild dominiert, soll einem ausdrücklichen Wunsch des Kaisers entsprochen haben, der dem beliebten Friseur eine goldene Repetieruhr mit einem Goldtopas zusandte. In einer ähnlichen Darstellung, Parade Unter den Linden, die 1839 im Auftrag des Königs von Preußen entstand, ist Warnick von hinten zu sehen, ebenfalls im hellen Anzug und ohne Hut (den er in der Hand zu halten pflegte), hinter dem Schimmel eines von der Parade abgewandten Reiters. Dieses Werk wird im Schloß Charlottenburg gezeigt.

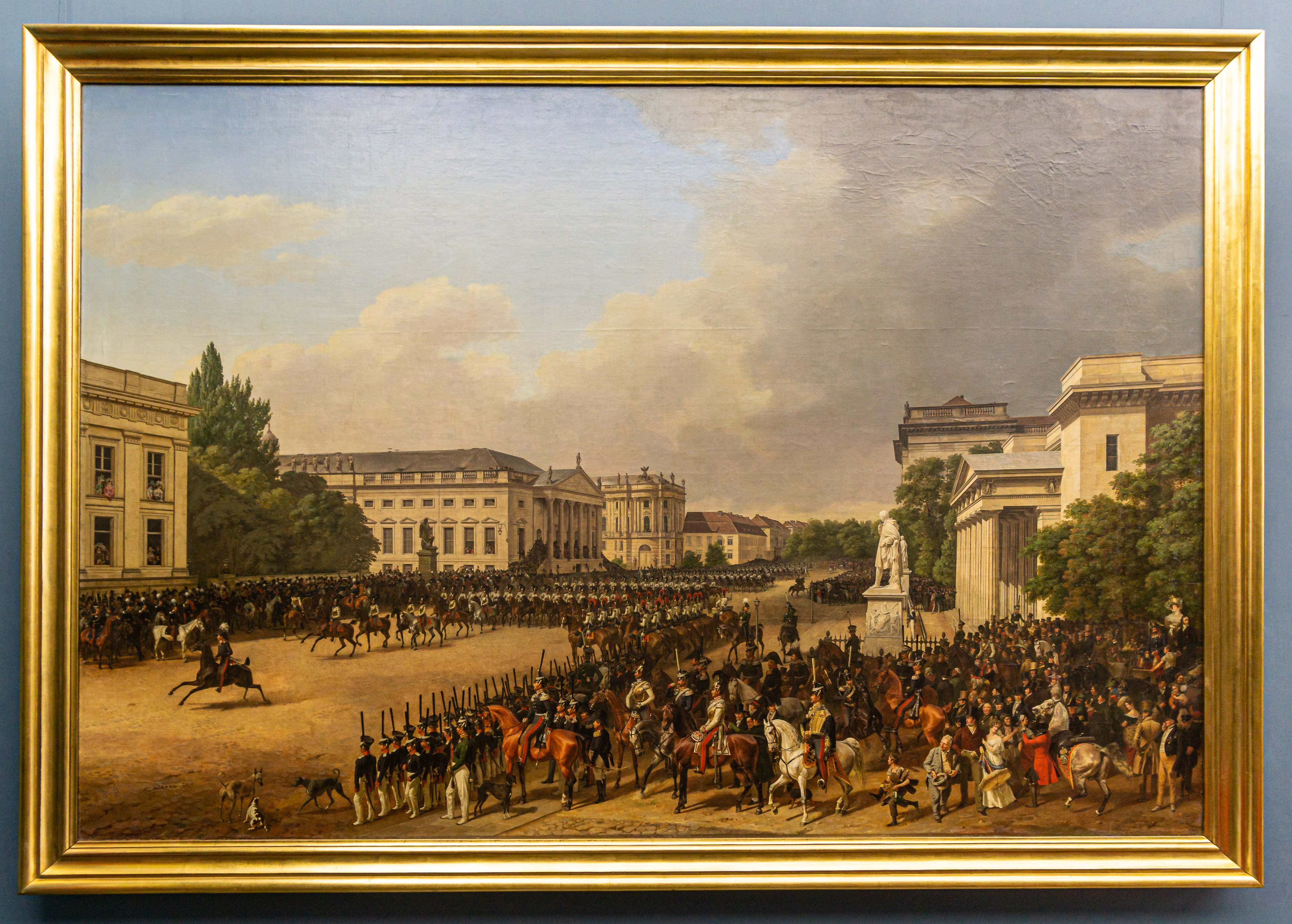
Franz Krüger: Parade auf dem Opernplatz im Jahre 1822 (1831 in Sankt Petersburg, heute Nationalgalerie Berlin)

Zum Dank hatte Kugler dem Maler ein Gedicht gewidmet, in dem er dem russischen Kaiserpaar seine Grüße auszurichten bittet:
„Mein hochgeehrter Herr Professor!

Die Spitze Ihres Bleistifts brach,

Als ich mit Ihnen von mein Jubiläum sprach,

Drum melde ich, in größter Devotion,

Ich fei’re es den siebenten November schon.

Fünfzig Jahre diene ich dann

Bei’m Theater mit dem Kamm.

Erhalte Gott den Kaiser und die Kaiserin

So lange noch, als ich Friseur schon bin.

Frägt Sie nun kaiserliche Majestät,

Wie es hier mit dem alten Warnick steht,

So sagen Sie ein Wort zu meiner Gunst,

Denn ich gehör’ ja auch so halb und halb zur Kunst.

Ein solches Wort, am rechten Ort, zur guten Zeit,

Hat manchen schon gar hocherfreut. –

Von Herzen wünschet Sie gesund zurück

Ihr Diener der Friseur Warnick. –“
Das dem erfolgreichen Stylisten der Berliner Bühnen eigene Selbstbewusstsein und die prominente Darstellung auf einem emblematischen Stadtpanorama, das Künstler, Geistesgrößen, Primadonnen und Diven der Zeit im Publikum der Parade versammelte, machten Warnick endgültig zu einem Medienstar, dessen Ruhm mit Zunftkollegen wie François Haby (1861–1938) oder Udo Walz (1944–2020) vergleichbar ist. Die Kuglersche Darstellung fand auch als Medaillon, Porzellanfigur und Illustration auf Porzellantassen Verwendung.
Eine Statuette von Warnick, „wie er, grau in grau gekleidet, mit grauem Haar, in den Straßen von Berlin einherging, eine Figur, die jedes Kind kannte“, gehörte zum Porzellanschatz des Berliner Schlosses in den Gemächern des Königspaars Friedrich Wilhelm IV. und Elisabeth.
Im Schauspiel Iffland. Zeitbilder in drei Abtheilungen und vier Akten von Charlotte Birch-Pfeiffer, das sieben Jahre nach seinem Tod in Berlin uraufgeführt wurde, tritt der Theaterfriseur Warnick im dritten Bild (Berlin) auf.

## Pensionierung
Am 1. November 1840 feierte das Ehepaar Warnick die Goldene Hochzeit und zugleich das fünfzigjährige Bürger- und Meisterjubiläum.
Auch als Stadtfriseur blieb Warnick aktiv und schnitt zum Beispiel dem Schriftsteller Varnhagen, der ihn schon 1829 als „alten und sehr bekannten Friseur“ bezeichnet hatte, noch 1845 mitunter die Haare. Im November 1846 wurde Warnick unter Beibehaltung seines vollen Gehalts pensioniert. Er hatte sein Handwerk unter vier Königen und zehn Theaterdirektoren ausgeübt und erlebte 1851 noch den Beginn der Intendantur Botho von Hülsens.
In den letzten Monaten seines Lebens zeigte Johann Friedrich Warnick eine zunehmende Gehschwäche, verzichtete jedoch nicht auf seinen täglichen Spaziergang, für den er jetzt zwei Gehstöcke benutzte. Am 9. Oktober starb er in den Armen seiner Schwiegertochter Luise Caroline Warnick. Da am selben Tag wie Johann Friedrich Warnick sein Enkel, Alexander Hugo Richard Warnick (* 21. Mai 1847; † 9. Oktober 1851) vierjährig verstorben war, konnte der Sohn Gustav nicht an der Beisetzung seines Vaters teilnehmen.